# Tröllafossar
De Tröllafossar (Trollenwatervallen) is een brede maar lage waterval in het zuidwesten van IJsland. De waterval ligt in de Grímsá, een rivier met meerdere watervalletjes en stroomversnellingen die door de Lundarreykjadalur vallei loopt. Even verder stroomafwaarts vloeit de Grímsá met de Hvítá en de Norðurá samen en mondt vervolgens in de Borgarfjörður uit. In de rivier komt veel zalm voor, en bij de Tröllafossar kan men de zalm stroomopwaarts zien zwemmen. Vlak bij de waterval ligt een bij IJslanders gewilde camping, met daarbij een soort trollententoonstelling in de open lucht. Vanaf de waterval is er een mooi zicht op de Skessuhorn, een opvallende piramidevormige berg in het Skarðsheiði massief. Een paar kilometer stroomafwaarts ligt de Laxfoss.
Elders in IJsland is er een andere waterval met bijna dezelfde naam: de Tröllafoss. Deze waterval ligt vlak bij Reykjavík in de buurt.